# Пиндер, Вильгельм
Георг Максимилиан Вильгельм Пиндер (нем. Georg Maximilian Wilhelm Pinder; 25 июня 1878, Кассель — 13 мая 1947, Берлин) — немецкий историк и теоретик искусства.

## Биография
Вильгельм Пиндер родился в Касселе (земля Гессен) в семье Эдуарда Пиндера (1836—1890) и Элизабет Кунце. Эдуард Пиндер был директором Музея Фридриха (Museum Fridericianum) в Касселе, а дед Вильгельма — Мориц Пиндер (1807—1871) — был нумизматом и библиотекарем в Королевской библиотеке в Берлине.
Вильгельм Пиндер учился в Гимназии Фридриха (Friedrichsgymnasium) в Касселе, после чего изучал право в Гёттингенском университете (1896—1897), археологию и историю искусства — в университетах Гёттингена, Берлина, Мюнхена и Лейпцига. В 1896 году Пиндер стал членом «Братства студентов Алеманнии Гёттингена» (Burschenschaft Alemannia Göttingen).
В 1903 году он в Лейпциге под руководством Августа Шмарзова защитил диссертацию по философии (история искусств в то время ещё не выделялась в отдельную научную дисциплину) об интерьерах романской архитектуры в Нормандии; после защиты докторской диссертации (Habilitation) и прохождения военной службы Вильгельм Пиндер получил должность приват-доцента в университете Вюрцбурга.
В 1911 году Пиндер стал преемником историка средневекового искусства Рудольфа Кауча в должности профессора истории искусств в Техническом университете в Дармштадте. Призванный на службу во время Первой мировой войны, был комиссован и с 30 сентября 1916 года провёл год в Вроцлавском университете, а 1918 год — в Университете Страсбурга. С 1919 года он вновь начал преподавать во Вроцлавском университете.
С 1920 по 1927 год Вильгельм Пиндер возглавлял Институт истории искусств в Лейпцигском университете, став преемником своего учителя Августа Шмарзова, отказавшись при этом от предложений стать профессором в Гёттингене или в Вене. После этого он получил кафедру в Институте истории искусств (Kunsthistorischen Institut) Мюнхенского университета имени Людвига и Максимилиана, а с 1935 года — в Берлинском университете имени Фридриха-Вильгельма (в 1931 году он отклонил предыдущее предложение из Берлина).
В период немецкого национал-социализма Пиндер, ранее писавший о «германской крови и историческом наследии», пропагандировал идеологию нацистского режима, который он с энтузиазмом поддерживал. Пиндер так и не стал членом НСДАП, хотя и подал заявление о приёме в партию в июне 1933 года. 11 ноября 1933 года Пиндер стал одним из ораторов на мероприятии, посвящённом признанию профессорами немецких университетов Адольфа Гитлера и национал-социалистического государства (нем. Bekenntnis der Professoren an den deutschen Universitäten und Hochschulen zu Adolf Hitler).
Свою речь он завершил фразой: «Каждый немец должен пойти туда, куда его влечёт ответственность, чтобы наш народ выполнял свой долг перед своим лидером и мог противостоять истории».
В своей речи, произнесённой спустя девять месяцев после начала нацистской политики, Пиндер говорил: «Это моральная политика, то есть политика от сердца, имеющая почти религиозное происхождение». Подобные тона он использовал в предисловии к своей книге «Искусство эпохи Германской империи» (Kunst der deutschen Kaiserzeit) 1935 года: «Немецкая история, в том числе история искусства, в настоящее время переписывается. Это неизбежно и даже желательно».
Вильгельм Пиндер считал Восточную Европу естественной средой обитания для немецкого народа. Он внёс свой «гуманитарный» вклад в «узаконивание» идеологии войны с целью завоевания, якобы, некультурных славянских народов Центральной и Восточной Европы. В своём вкладе в памятную коллективную работу, выпущенную к 50-летию Гитлера, Пиндер оценил историю искусства с позиции «расовой теории». Позже он добавил к этому и суждение, о том, что «уход еврейских ученых освобождает нас от опасности слишком концептуального мышления — того направление, которое чуждо природе нашего искусства».
Пиндер вёл активную агитацию и против своих «еврейских» коллег: в частности, еще в 1930 году — на лекции в Мюнхенской пинакотеке — он начал кампанию преследования в отношении Августа Либмана Майера (погиб в Освенциме в 1944 году). При этом, уже после прихода к власти национал-социалистов, Пиндер неоднократно вступал в конфликт с отдельными ведомствами нового режима, которые подвергал публичной критике за проводимую ими культурную и научную политику; в результате, в 1940 году, уже сам Пиндер подвергся нападкам со стороны руководства журнала СС «Чёрный корпус». Во время Второй мировой войны Пиндер был «использован» Министерством иностранных дел Рейха в качестве лектора на территории как дружественных, так и оккупированных стран. При этом, в тот же период, Пиндер являлся членом берлинского общества «Mittwochsgesellschaft», в которое входили многие критики нацистского режима.
Из-за своего национал-социалистического прошлого, Пиндер после войны был отстранён от работы и не имел права занимать академические должности. Незадолго до своей смерти он получил исследовательский контракт на тему истории немецкого искусства в период около 1800 года. Кроме того, весной 1946 года, по ошибке, Пиндер был временно задержан представителями британских оккупационных сил. В ГДР работа Пиндера «Reden aus der Zeit» была добавлена в «Список изъятой литературы».
Вильгельм Пиндер был членом нескольких академий: в 1922 году он был избран действительным членом Саксонской академии наук, а в 1927 году — стал членом Баварской академии наук, где десятилетие спустя стал членом-корреспондентом. В том же, 1937, году Берлин-Бранденбургская академия наук избрала его в свой состав.
В Федеративной Республике Германии работы Пиндера переиздавались без изменений вплоть до 1950-х годов без каких-либо комментариев от издателей. Истинная роль Вильгельма Пиндера в нацистскую эпоху стала критически оцениваться только с 1990 года. О многих деталях его биографии не было известно до 2008 года.

### Вклад в историю и теорию искусства
Известность Вильгельма Пиндера во многом опиралась на его писательский талант. Иллюстрированные издания, которые он публиковал с 1910 года в серии «Голубые книги» (нем. Blauen Bücher): «Немецкий Собор Средневековья», «Немецкое барокко», «Автопортреты Рембрандта» и другие, сделали его широко известным за пределами профессионального круга искусствоведов и историков. Пиндер был соредактором «Критических отчетов» (Kritischen Berichte, 1927—1938), председателем Германской ассоциации истории искусств (Deutschen Vereins für Kunstwissenschaft, 1933—1945).
Исследования средневековой скульптуры, проведённые Пиндером, привели его к переоценке искусства XIV века. Он рассматривал произведение искусства прошлого не только в качестве зрительного феномена, как это делал Г. Вёльфлин и его последователи, но прежде всего как «объективацию состояния человеческой души в корреляции с душевными склонностями эпохи». В работе «Проблема поколения в европейской истории искусства» (Das Problem der Generation in der Kunstgeschichte Europas. Berlin: Frankfurter Verlagsanstalt, 1926. Nachdruck: Köln, 1949) Пиндер сформулировал тезис об  «одновременности неодновременного»  (Gleichzeitigkeit des Ungleichzeitigen), подразумевая под этим, что стилевые архетипы, присущие тому или иному историческому типу искусства, формально разделяемые историками по эпохам и периодам, существуют постоянно, как бы одновременно, не меняясь по существу. Соответственно их надо понимать как стилевые константы национальной культуры.
Вильгельм Пиндер представлял национальную концепцию истории искусства (nationale Auffassung der Kunstgeschichte), в которой должен проявляться «народный дух» (Volksgeist) и которая, по мнению Пиндера, должна также укреплять «национальную уверенность» человека в себе. С середины 1920-х годов Пиндер также отстаивал «биологически вдохновлённую» (biologisch inspirierte) теорию сосуществования разных художников разных эпох как посредников между биографически ориентированной историей искусства и всеобъемлющим изучением «духа нации». В книге 1924 года «Немецкая скульптура с конца Средневековья до конца эпохи Возрождения» (Die deutsche Plastik vom ausgehenden Mittelalter bis zum Ende der Renaissance) он изложил свою концепцию «национального духа». В средневековой скульптуре Германии Пиндер увидел «манифестацию некоей константы германского духа», сближающей это искусство с современным ему немецким экспрессионизмом.
У Вильгельма Пиндера было много учеников, среди них: Эрнст Китцингер, Николаус Певзнер, Герман Бенкен, Вольфганг Герман, Элизабет Гилмор Хольт, Ганс Фогель, Флорентин Мютерих, Бернхард Дегенхарт, Эрхард Гёпель, Эдит Хоффман и Александр фон Райценштайн, Йозеф Адольф Шмоль, Карл Лемб и Отто фон Симсон. Хайнц Рудольф Розман и Ганс Герхард Эверс, оба впоследствии профессора истории искусства в Техническом университете Дармштадта, завершили свою абилитацию на кафедре Пиндера в Мюнхене.

## Работы
- 1904: Einleitende Voruntersuchung zu einer Rhythmik romanischer Innenräume in der Normandie, Straßburg: Heitz & Mindel
- 1910: Deutsche Dome des Mittelalters (Die blauen Bücher), Königstein im Taunus [u. a.]; zahlreiche veränderte Auflagen bis 1969 (26. Aufl.)
- 1911: Mittelalterliche Plastik Würzburgs: Versuch einer lokalen Entwickelungsgeschichte vom Ende des 13. bis zum Anfang des 15. Jahrhunderts, Würzburg: C. Kabitzsch
- 1912: Deutscher Barock: Die großen Baumeister des 18. Jahrhunderts (Die blauen Bücher). Königstein am Taunus [u. a.]; 14. u. letzte Auflage 1965
- 1913: Deutsche Burgen und feste Schlösser (Die blauen Bücher). Königstein am Taunus [u. a.]; zahlreiche veränderte Auflagen bis 1968
- 1914: Bürgerbauten deutscher Vergangenheit (Die blauen Bücher), Königstein im Taunus [u. a.]; zahlreiche veränderte Auflagen bis 1957
- 1922: Die Pièta, Leipzig
- 1924—1929: Die deutsche Plastik vom ausgehenden Mittelalter bis zum Ende der Renaissance. 1.2. Wildpark-Potsdam 1924—1929 (Handbuch der Kunstwissenschaft)
- 1925: Die deutsche Plastik des vierzehnten Jahrhunderts. München
- 1925: Der Deutsche Park. Vornehmlich des 18. Jahrhunderts (Die blauen Bücher). Königstein am Taunus [u. a.], 3. u. letzte Aufl. 1938
- 1925: Der Naumburger Dom und seine Bildwerke, aufgenommen von Walter Hege, beschrieben von Wilhelm Pinder. Berlin
- 1926: Das Problem der Generation in der Kunstgeschichte Europas. Berlin: Frankfurter Verlagsanstalt, Nachdruck Köln 1949
- 1927: Der Bamberger Dom und seine Bildwerke, Berlin: Deutscher Kunstverlag
- 1933: Goethe und die bildende Kunst, München: Verlag der Bayerischen Akademie der Wissenschaften
- 1933: Was is deutsch an der deutschen Kunst ? Zu der Schrift von K. K. Eberlein,Zeitschrift für Kunstgeschichte, Band 2, 405—407
- 1933: Deutsche Barockplastik, Königstein im Taunus-Leipzig: Langewiesche
- 1934: Reden aus der Zeit, Leipzig
- 1934: Vom Wikingertum unserer Kultur im Spiegel der neueren deutschen Kunstentwicklung. Berlin. In: Forschungen und Fortschritte. 10. S. 178—230
- 1934: Deutsche Kunstgeschichte: Eine Auswahl ihrer schönsten Werke (Wolfgang Graf von Rothkirch). Mit einem Geleitwort von Wilhelm Pinder (S. 5-6)
- 1934: Der Kölner Dom, Königstein im Taunus-Leipzig: Langewiesche
- 1935: Architektur als Moral, Dresden. In: Heinrich Wölfflin: Festschrift zum siebzigsten Geburtstage, S. 145—151
- 1935: Vom Wesen und Werden deutscher Formen, Band 1: Die Kunst der deutschen Kaiserzeit bis zum Ende der staufischen Klassik, Leipzig
- 1937: Die Bildwerke des Naumburger Doms. Insel Verlag, Leipzig 1937 (Insel-Bücherei 505)
- 1937: Georg Kolbe: Werke der letzten Jahre. Mit Betrachtungen über Kolbes Plastik. Berlin 1937.
- 1937: Vom Wesen und Werden deutscher Formen, Band 2: Die Kunst der ersten Bürgerzeit bis zur Mitte des 15. Jahrhunderts, Leipzig
- 1938: Gesammelte Aufsätze aus den Jahren 1907—1935. Dem Verfasser dargebracht zu seinem 60. Geburtstag, 25. Juni 1938. Hrsg. von Leo Bruhns. Leipzig: Seemann
- 1938: Deutsche Burgen und Schlösser, Königstein im Taunus-Leipzig: Langewiesche
- 1939: Deutsche Kunstgeschichte in Wilhelm Pinder; Alfred Stange Hrsg., Deutsche Wissenschaft: Arbeit und Aufgabe. Dem Führer und Reichskanzler legt die deutsche Wissenschaft zu seinem 50. Geburtstag Rechenschaft ab über ihre Arbeit im Rahmen der ihr gestellten Aufgabe. Leipzig 1939
- 1939: Vom Wesen und Werden deutscher Formen, Band 3: Die deutsche Kunst der Dürerzeit, Leipzig
- 1940: Deutscher Barock: die grossen Baumeister des 18. Jahrhunderts, Königstein im Taunus-Leipzig: Langewiesche
- 1940: Deutsche Wasserburgen. Aufnahmen von Albert Renger-Patzsch. (Die blauen Bücher), Königstein im Taunus [u. a.], 8. u. letzte Auflage 1968
- 1940: Vom Wesen und Werden deutscher Formen, Band 4: Holbein der Jüngere und das Ende der altdeutschen Kunst, Leipzig
- 1943: Sonderleistungen der deutschen Kunst: Festvortrag. Berlin, In: Jahrbuch der Preußischen Akademie der Wissenschaften. 1942. S. 121—133
- 1943: Rembrandts Selbstbildnisse. (Die blauen Bücher), Königstein im Taunus [u. a.], 3. u. letzte Auflage 1956
- 1944: Vom Strahlungsbereich der deutschen Kunst, Berlin. In: Forschungen und Fortschritte. 19. S. 149—115
- 1944: Sonderleistungen der deutschen Kunst, München
- 1948: Von den Künsten und der Kunst. Berlin [u. a.]
- 1951—1957: Vom Wesen und Werden deutscher Formen: geschichtliche Betrachtungen., Band 1-4 [versch. Aufl.]. Frankfurt (Nachdruck)